# Lotobia latipes
Lotobia latipes är en tvåvingeart som beskrevs av Hayashi och Papp 2004. Lotobia latipes ingår i släktet Lotobia och familjen hoppflugor. Inga underarter finns listade i Catalogue of Life.